# Micrargus subaequalis
Micrargus subaequalis là một loài nhện trong họ Linyphiidae. Chúng được Johan Peter Westring miêu tả năm 1851.